# Ати, Мамуду
Ма́муду А́ти (англ. Mamoudou Athie; род. 25 июля 1988 или 1998, Мавритания) — мавританско-американский актёр кино и телевидения.

## Биография
Мамуду Ати родился 25 июля 1988 года в Мавритании, его отец — дипломат, он получил политическое убежище в США, когда Мамуду было шесть месяцев. Мальчик вырос в городе Нью-Карроллтон (штат Мэриленд). Брал уроки актёрского мастерства в Студии Уильяма Эспера, затем окончил Йельскую школу драмы. С 2015 года начал сниматься в кинофильмах и телесериалах.

## Награды и номинации
- 2020 — Прайм-таймовая премия «Эмми» в категории «Лучшая мужская роль в короткометражном комедийном или драматическом сериале» за роль в сериале «Торт[англ.]» — номинация[4].
- 2021 — Black Reel Awards for Television[англ.] в категории «Лучший актёр в телефильме или ограниченном телесериале» за роль в фильме «Чёрный ящик[англ.]» — номинация.

## Избранная фильмография

### Широкий экран
- 2015 — Экспериментатор / Experimenter — кричащий мужчина
- 2016 — Джин из Джонсов[англ.] / Jean of the Joneses — Рэй Малкольм
- 2017 — Патти Кейкс / Patti Cake$ — Ублюдок[5]
- 2017 — Повышение влажности[англ.] / One Percent More Humid — Джек
- 2017 — Сфера / The Circle — Джаред
- 2017 — Магазин единорогов / Unicorn Store — Вирджил
- 2018 — Как не стать президентом / The Front Runner — Эй. Дж. Паркер, сотрудник The Washington Post
- 2020 — Под водой / Underwater — Родриго Нагенда
- 2020 — Откупоренные[англ.] / Uncorked — Элайя
- 2020 — Чёрный ящик[англ.] / Black Box — Нолан Райт
- 2022 — Мир юрского периода: Господство / Jurassic World Dominion — Рэмзи Коул, сотрудник Biosyn
- 2023 — Элементарно / Elemental — Уэйд Риппл (озвучивание)
- 2023 — Погребение / The Burial[6]— Хэл Докинс
- 2024 — Виды доброты / Kinds of Kindness

### Телевидение
- 2015 — Мадам госсекретарь / Madam Secretary — штатный сотрудник (в эпизоде The Ninth Circle)
- 2016—2017 — Отжиг / The Get Down — Грандмастер Флэш (в 8 эпизодах)
- 2017 — Объезд / The Detour — Карл, агент ПИС США[англ.] (в 11 эпизодах)
- 2019 — Торт[англ.] / Cake — Джером (в 5 эпизодах[англ.])
- 2022 — Архив 81 / Archive 81 — Дэн Тёрнер (в 8 эпизодах)

### Веб
- 2018—2019 — Сожалею о вашей утрате / Sorry for Your Loss — Мэтт Грир (в 20 эпизодах)

### В роли самого себя
Гость ток-шоу
- 2018 — Поздней ночью с Сетом Мейерсом[англ.] / Late Night with Seth Meyers — в выпуске Kerry Washington / David Sedaris / Mamoudou Athie / Caitlin Kalafus
- 2019 — Последний звонок с Карсоном Дейли[англ.] / Last Call with Carson Daly — в выпуске John Bradley / Aurora / Mamoudou Athie
- 2022 — Шоу Эллен Дедженерес / The Ellen DeGeneres Show — в выпуске Machine Gun Kelly / Mamoudou Athie